# Stiepan Czystoplasow
Stiepan Iwanowicz Czystoplasow (ros. Степан Иванович Чистоплясов, ur. 5 stycznia 1930 w Krasnym Jarze w Kraju Ałtajskim, zm. 19 stycznia 2011 w Moskwie) – radziecki działacz partyjny i państwowy.

## Życiorys
Ukończył Swierdłowski Instytut Górniczy i pracował w przedsiębiorstwach węglowych Kraju Permskiego/obwodu permskiego/obwodu mołotowskiego, od 1956 należał do KPZR. Od 12 stycznia 1967 do 12 marca 1970 był I sekretarzem Komi-Permiackiego Okręgowego Komitetu KPZR, od listopada 1972 do kwietnia 1979 przewodniczącym Komitetu Wykonawczego Permskiej Rady Obwodowej, od 20 marca 1979 do 23 listopada 1985 ministrem przemysłu spożywczego RFSRR, od 21 grudnia 1985 do 6 lipca 1987 zastępcą przewodniczącego Państwowego Komitetu Agroprzemysłowego RFSRR - ministrem RFSRR, a od 6 lipca 1987 do 6 maja 1990 sekretarzem Prezydium Rady Najwyższej RFSRR.

## Odznaczenia
- Order Rewolucji Październikowej
- Order Czerwonego Sztandaru Pracy
- Order „Znak Honoru”

I inne.